# Boris Savović
Pour les articles homonymes, voir Boris.
Boris Savović, né le 18 juin 1987 à Trebinje, est un joueur serbe de basket-ball.